# Desaulcya
Desaulcya is een geslacht van rechtvleugeligen uit de familie sabelsprinkhanen (Tettigoniidae). De wetenschappelijke naam van dit geslacht is voor het eerst geldig gepubliceerd in 1906 door Bolívar.

## Soorten
Het geslacht Desaulcya omvat de volgende soorten:
- Desaulcya ampulla Brunner von Wattenwyl, 1895
- Desaulcya congica Beier, 1957
- Desaulcya pictipennis Bolívar, 1906